# Фетюхино
Фетю́хино — деревня в муниципальном округе Егорьевск Московской области России.

## География
Деревня Фетюхино расположена в юго-западной части Егорьевского района, примерно в 24 км к юго-востоку от города Егорьевска. В 3 км к югу от деревни протекает река Цна. Высота над уровнем моря 118 м.

## Название
В письменных источниках деревня упоминается как Сергеевская (1577 год), Сергеевская, Фетюхино тож (1627 год). С середины XVII века употребляется название Фетюхино.
Наименование Фетюхино связано с Фетя — производной формой календарного личного имени Феоктист.

## История
До отмены крепостного права деревней владел помещик Камкин. После 1861 года деревня вошла в состав Круговской волости Егорьевского уезда. Приход находился в селе Круги.
В 1926 году деревня входила в Круговский сельсовет Лелеческой волости Егорьевского уезда.
До 1994 года Фетюхино входило в состав Бобковского сельсовета Егорьевского района, в 1994—2004 годы — Бобковского сельского округа, а в 1994—2006 годы — Раменского сельского округа.
Входит в состав сельского поселения Раменское.

## Демография
В 1885 году в деревне проживало 182 человека, в 1905 году — 196 человек (90 мужчин, 106 женщин), в 1926 году — 92 человека (34 мужчины, 58 женщин). По переписи 2002 года — 9 человек (4 мужчины, 5 женщин). Население — 4 человек (2010).
| 1859 | 1868 | 1885 | 1905 | 1926 | 2002 | 2006 |
| ---- | ---- | ---- | ---- | ---- | ---- | ---- |
| 141  | ↘140 | ↗182 | ↗196 | ↘92  | ↘9   | ↘8   |
| 2010 |      |      |      |      |      |      |
| ↘4   |      |      |      |      |      |      |